# トラバース スターライト&プレーリー
『トラバース スターライト&プレーリー』 (TRAVERSE Starlight&Prairie) は、1996年6月28日に日本のバンプレストから発売されたスーパーファミコン用ロールプレイングゲーム。
ザムスから発売された『ソウル&ソード』（1993年）の続編。前作から数百年後を舞台に、主人公のギャントが謎の男バルモアおよび幼馴染のソニアと共に旅立つというストーリー。本作には世界を支配する魔王は存在せず、世界的危機のない平和な世界である。プレイヤーは自由気ままに冒険する事ができる。
開発はパンドラボックスが行い、原案は『学校であった怖い話』（1995年）を手掛けた飯島健男、企画およびプロデュース、ディレクションは後にPlayStation用ソフト『THE サウンドノベル』（2000年）を手掛けた頓宮勝弘、シナリオはスーパーファミコン用ソフト『晦-つきこもり』（1996年）を手掛けた早川奈津子、音楽はスーパーファミコン用ソフト『機動武闘伝Gガンダム』（1994年）を手掛けた田村大輔が担当している。

## ゲーム内容

### システム
マップの移動や戦闘時を含み、時間が経過していく。
ゲーム開始から10年たつとエンディングになってしまう。
主人公データの決定
ゲーム開始時、主人公が誕生する時に、誕生日、血液型、好きなペット、好きな色、十二女神からの質問がある。この選択により、主人公の初期パラメータなどが変化する。
フィールド
移動する地形によっては、歩く速度が落ちる（山、森、砂漠、湖）。
移動速度が上がるのは道のみだが、馬車を入手すれば移動速度を上げることが出来る。
気球や飛行船を入手すれば空の移動も可能だが、風に影響される。
また、春夏秋冬と、一年毎に季節が巡る。
なお、一度入った街は、簡易移動で一瞬で到着できる。
メンバー
主人公と共に冒険をする仲間は、全部で31名。
この内2人は、イベントの途中で離れてしまう。
戦闘に参加できるのは、最大5名。
戦闘
戦闘は、基本的にクエストマップでしか発生しない。

### スペシャル能力
戦闘時に使用する特殊能力。能力の多くはFP（ヒットポイントにあたる）を消費する。能力によっては効かない敵も存在する。
| 名前             | 効果 |
| ---------------- | --- |
| 泣く             | 一定の確率で敵全体に、攻撃力を低下させる。麻痺させる事がある。双子が使える                                            |
| 踊る             | 一定の確率で敵全体に、ランダムで状態異常効果を与える。双子が使える                                                    |
| 叫ぶ             | 敵全体に、一定の確率で麻痺させる効果を与える。バルモア専用                                                            |
| 暴れる           | 敵全体にダメージを与える。威力は攻撃力に影響する。バルモア専用                                                        |
| 色気             | 味方男性の攻撃力が倍になる。ハート専用                                                                                |
| 歌う             | 自分以外の味方全員の、攻撃力、魔法防御力、命中率、素早さを少し上げる。連続使用による効果あり                          |
| 説得             | 敵一体を、一定の確率で戦闘離脱させる                                                                                  |
| 盗む（アイテム） | 敵一体から、一定の確率でアイテムを盗む。ポポロン専用                                                                  |
| 盗む（金）       | 敵一体から、一定の確率でお金を盗む。ボーテル専用                                                                      |
| 骨               | 自分の攻撃力を倍にする。ただし、防御力が少し低下する。バリバリ専用                                                    |
| 光               | 味方一人のFPを、自分のFP分だけ回復させる。カムイ兄妹が使える                                                          |
| ダンス           | 自分以外の魔法力、魔法防御力、命中率、素早さ、運が少し上がる。連続使用による効果なし。ジュヌビエーブ専用              |
| 採集             | 一定の確率で、地面からアイテムを拾う。ベンホルム専用                                                                  |
| フライパン       | 味方全体の、眠り、混乱を回復させる。デンプシー専用                                                                    |
| ナイフ           | 敵一体を、一定の確率で即死させる。クラブ専用                                                                          |
| 弱点             | 50％の確率で、敵一体の防御力を無くし、丸裸にさせる。その他の能力も無力化させる。スペード専用                          |
| カード           | トランプカードを引き、引いたカードにより敵に対して様々な効果を与える。ジョーカー専用                                  |
| ウッホ           | 一定の確率で、敵一体を遠くに投げる。ウキータ専用                                                                      |
| ウッホッホ       | 地面を殴り、敵全体に対して、通常攻撃の半分のダメージを与える。ウキータ専用                                            |
| うずくまる       | 自分に対するあらゆるダメージを1にする。ホッカムール専用                                                               |
| 逃げる           | 100％の確率で、戦闘から逃げる。ホッカムール専用                                                                       |
| QUDGKE           | レーザーガンを撃ち、敵一体に対して様々な効果を与える。ピピ・パパ専用                                                  |
| ZJEYS            | 空から隕石を降らせ、敵全体を攻撃。ピピ・パパ専用                                                                      |
| 喝               | 一定の確率で、自分以外の敵味方を麻痺させる。ただし、すでに麻痺していた者は、逆に100％麻痺が解除される。ショーレン専用 |
| 除霊             | 敵全体のアンデッドを成仏させる。除霊師が使える                                                                        |
| 教義             | 一定の確率で、敵全体の攻撃力を下げる。リャン専用                                                                      |
| 蜂               | 敵全体に対し小ダメージを与える。また、一定の確率で麻痺を与える。ブンブ専用                                            |

### 魔法
戦闘時に使用する攻撃方法の一つ。回数制限がある。使用回数は宿屋に泊まったりすると回復する。魔法のレベルが上がることにより使用回数が増える。また、一定のレベルに達すると、使用回数の消費率を増やすことにより、より威力のある魔法を使える。火、水、風、土、光、闇、召喚がある。なお、召喚魔法はレベルにより属性が変わる（1：風、2：水、3：土、4：火）が、敵全体にしか指定できない。

### 星座魔法
主人公のみが使用できる魔法。誕生日により十二種類の内、いずれか一つが使える。他の魔法と違い、効果は上がらない。
| 名前   | 効果                                                                    |
| ------ | ----------------------------------------------------------------------- |
| 牡羊座 | 敵全体を66％の確率で眠らせる                                            |
| 牡牛座 | 敵全体に打撃によるダメージを与える                                      |
| 双子座 | 味方全体に分身の魔法がかかり、敵の物理攻撃を一回だけ無効化する          |
| 蟹座   | 味方全体の防御力を約二倍にする                                          |
| 獅子座 | 敵全体に打撃によるダメージを与える                                      |
| 乙女座 | 味方全体の攻撃力を約二倍にする                                          |
| 天秤座 | 敵全体を確実に麻痺にする                                                |
| 蠍座   | 敵味方の内、一人を即死させる                                            |
| 射手座 | 敵全体に無属性のダメージを与える                                        |
| 山羊座 | 味方全体の魔法力と魔法防御力を約二倍にする                              |
| 水瓶座 | 味方全体のFPを一定量回復させる                                          |
| 魚座   | 味方全体のバッドステータスを回復させる。戦闘不能者はFPが1ポイントで復活 |

## 舞台

### 国
フィッツランド王国
領土の大半を海が占めている水の国。北の小島（トムリア）と、南の大島（グリンジア）に一つずつ街がある。
ディレント帝国
海と山脈と湖に囲まれた熱帯地方。ワーストレティア、レッセンメル、ロベルの3つの街から成り立っている。
セレント王国
大きな湖の中央に浮かぶ小さな島国。街はセレントのみ。
エンディメレ王国
中央に広い砂漠を持つ国。テレジア、ムーンレイク、ティレンゼの3つの街から成り立っている。
ドリゴン共和国
山の麓にひっそりと暮らしている民族国家。レッセンヴィラ、ラステム、ホムラの3つの街がある。
ヴァルツ共和国
自然の多い、緑豊かな国。大陸にはロゼーヌ、イフォーヴァ、リレル。東方のヴァルカノン島にはホルフト、サルタン、イストラの街がある。
ディーゼレント共和国
北方の雪国。クレンツァとレンフォールの二つの街がある。どちらも直接行くことはできない。
アリワナ合衆国
世界最大の合衆国。ネルメンド、ワステル、オルフォマダ、レヴィラ、フォーテ、ビテージ、クレーヴァ、シトスと大小合わせて8つの街がある。
バッツ王国
海や山、砂漠など、様々な土地を持つ国。ファーレル、ドトキア、レセラ、レンメル、サンデラの5つの国で成り立っている。
メディル王国
周囲を森に囲まれた自然の王国。メルレン、サッドキア、デゼルの3つの街がある。
テレンゼ連邦
人口が非常に少ない、辺境の島国。ミアの街がある。
シャニル皇国
南にある和風の島国。ことの街、ときの街、さいはて村の3つで成り立っている。
ディオッドランド王国
美しい海と広大な樹海のある国。ロレンド、フアティソマ、メンデルンの3つの街で構成されている。
メイスーン王国
宿屋や店が賑わう国。レッテルフェイカとシュルントの2つの街で成り立っている。
メルジック大国
険しい山地が大半を占めている国。バロル、チザン、ロッテルヘイム、バメットの4つの街で成り立っている。
チェレンヴァ連邦
大海に浮かぶ島国。ローティアとソリエの街で成り立っている。
ソートワリナ連邦
1年中、雪が降っている北東の島国。スメンタ、ダリル、ゼライルの3つの街で成り立っている。

## 登場キャラクター

### メインキャラ
ギャント（名前変更可）
本作の主人公。大天使ボルサークの生まれ変わり。初期年齢14歳。
ソニア・プラネット（名前変更可）
本作のメインヒロイン。ギャントの幼馴染の少女。初期年齢12歳。
バルモア・ソーンダイク十四世
ギャントを冒険に誘った男。滅亡したバルモア王国の復興を目指している。初期年齢16歳。なお、序盤では彼との接し方により、バッドエンドになることがある。

### 仲間になるキャラ
チャラン
ヴァルカノン島に住んでいる、不思議な双子の姉。見た目は幼いが、長生きしているらしい。初期年齢不明。
ポラン
不思議な双子の妹。姉同様、見た目と違い長生きしているらしい。初期年齢不明。
ポポロン・ノッピ
贋作師ポポイ・ノッピの孫娘。初期年齢8歳。12歳になるとグラフィックが成長バージョンになり結婚可能となる。
バリバリ
恐竜の化石のような姿をした生き物。初期年齢4歳。
バットヤン・ボフムス
海の男。初期年齢51歳。
ベベル・カムイ
エルドラド国の王子であり、リンクルの兄でもある。仲間になって3年以内に「マーフ族の泉」の聖水を飲むことが出来なければ死亡する。初期年齢15歳。
リンクル・カムイ
エルドラド国の王女であり、ベベルの妹でもある。ベベル同様、3年以内に聖水を飲めなければ死亡する。初期年齢13歳。
ジュヌビエーブ・オラシオン
若奥様。初期年齢33歳。
ベンホルム・マンクック
迷いの森で出会う、考古学者。初期年齢56歳。
ガルマニア・デンプシー
料理人の男で主人公の幼なじみに好意を抱いている様子。初期年齢28歳。
ハート・ジャッカー
トランプ一家の姉さん。初期年齢19歳。
クラブ・ブレイカー
トランプ一家の男。初期年齢23歳。
ダイヤ・クラッシャー
トランプ一家の女の子で一人称は「あたい」。初期年齢17歳。
スペード・ラッシャー
トランプ一家の少年で一人称は「おいら」。初期年齢15歳。
ジョーカー・パニッシャー
トランプ一家のリーダー。ハンサムなイカサマ師。初期年齢18歳。
ウキータ
雄猿。初期年齢5歳。
ホッカムール・タロサ
さいはて村の村興しで仲間になる男。初期年齢16歳。
からくり凡太郎
名前通りのロボット。初期年齢不明。
ピピ・パパ
宇宙人。彼と話せるようになるには、「翻訳機」を完成させなければならない。初期年齢不明。
ボーテル・マニヤン
お宝を探している男。「宝の地図」を持っている。初期年齢27歳。
ジーメイ・プロシスト
登山家の男。初期年齢36歳。
パブロス・ボンタン
詩人の男。初期年齢41歳。
ショーレン・ジョウガン
肉体派の除霊師。初期年齢23歳。
リャン・チンタオ
知性派の除霊師。初期年齢22歳。
ブロンキン・ダストランス
老兵で精霊王国で別れる。初期年齢62歳。
パンプキン・シャウト
チャランとポランの養母。強力な魔法使いでもある。初期年齢不明。
ソナ・ボンプ
「韋駄天小僧」の異名を持つ男。夢であった「世界一周」を達成したため、人生の目的を見失っていた。初期年齢19歳。
リル・ケフィ
女の妖精で、非常に素早く魔法に長けている。初期年齢不明。
ブンブ・フロン
蜂使いの少年で、初期年齢11歳。ゲーム開始から2年以降、毎月一日に街に入ると四回に一回の確率で会うことができる。

### その他
ガラハド
ギャントの父親。妻が死んで以来、酒飲みになる。
レミー
ギャントの母親。ギャントを出産した直後に死亡してしまう。真エンディングでのみ、彼女を再び見る事ができる。
ランデル
無くした黒水晶を探している夫婦の旦那。
ラーシャ
ランデルの妻。
オルキシス
ドリゴン共和国から黒水晶を求めやって来た男性で一家の主。
ラティッシュ
ドリゴン共和国から来た男性で、性格が荒くオルキシスの弟にあたる。
ラーベラ
ドリゴン共和国から来た女性で、性格がおしとやかでオルキシスの妹にあたる。
オーレル
ドリゴン共和国から来た幼い男の子で、ディエンジェと一緒に黒水晶を落としてしまう。
ディエンジェ
ドリゴン共和国から来た幼い女の子で、オーレルと一緒に黒水晶を落としてしまう。
贋作師ポポイ
ワステルの街に住む老人で、有名な贋作師であると同時にポポロンのおじいさんでもある。
ゴンビエール
さいはて村で、祭りを復興させるために動いている男。
モンペール
さいはて村で、ゴンビエールと共に行動をしている男。
ミミジー
ボボッサム砂漠で、死神に理由あって仕える女の幽霊。
レジー
結婚キャラの一人であるララと交際していた男性。
ルキマン
パンプキンの旦那さんで、前作と違い今回はNPC専用。
ワイバーン
ワーバ洞窟に居る魔物でチャランとポランのイベントの際に戦うボス。
水龍
水龍の洞窟でイベントの際に戦うボス。
悪の研究者
NPC上では「男」とのみ表示される、悪質な組織で、タマーレ山のイベント時に戦うボス。
怪盗カーネギー
ジュヌビエーブのイベント時に戦うボス。
死神プーリー
砂漠のイベントで戦うボスで、ミミジーを率いている。
バーンスタイン
モンゴメリー屋敷で戦うボス。
神
エルドラド国で最大2回戦うことになるボス。
悪魔
精霊王国で2回戦うことになる中ボス。
新・魔王
精霊王国で戦うラストボスで、変身前と変身後の2回戦う。

## スタッフ
- 原案：飯島健男
- ディレクション、企画、プロデュース：頓宮勝弘
- シナリオ：早川奈津子
- キャラクター・デザイン：小黒晃
- メイン・プログラム：森勇人
- プログラム：五反田成高
- 企画アシスタント：村田春子
- マップ・グラフィック：矢野史子
- オブジェクト・グラフィック：朝桐三喜
- グラフィック：喜久川馨、久保聡宏、濱本浩志
- サウンド：田村大輔

## 評価
ゲーム誌『ファミ通』の「クロスレビュー」では合計28点（満40点）、『ファミリーコンピュータMagazine』の読者投票による「ゲーム通信簿」での評価は以下の通り、20.9点（満30点）となっている。
| 項目 | キャラクタ | 音楽 | お買い得度 | 操作性 | 熱中度 | オリジナリティ | 総合 |
| 得点 | 3.6        | 3.5  | 3.4        | 3.1    | 3.6    | 3.8            | 20.9 |